# Castillo de Retascón
El castillo de Retascón era una fortaleza, original del siglo XIII, ubicada el municipio zaragozano de Retascón, en lo alto de un cerro, sobre la población.

## Reseña
Los restos del castillo, se encuentran sobre un cerro, dominando la población y se encuentran muy deterioredos, no permitiendo intuir como era el castillo. Tan solo se conservan unos muros de mampostería, y un torreón de tapial, asentado sobre una base de piedra sillar, muy rebajado en altura, al que solo le quedan dos paredes.

## Catalogación
El Castillo de Retascón está incluido dentro de la relación de castillos considerados Bienes de Interés Cultural en virtud de lo dispuesto en la disposición adicional segunda de la Ley 3/1999, de 10 de marzo, del Patrimonio Cultural Aragonés. Este listado fue publicado en el Boletín Oficial de Aragón del día 22 de mayo de 2006.